# بنیادگرایی مسیحی

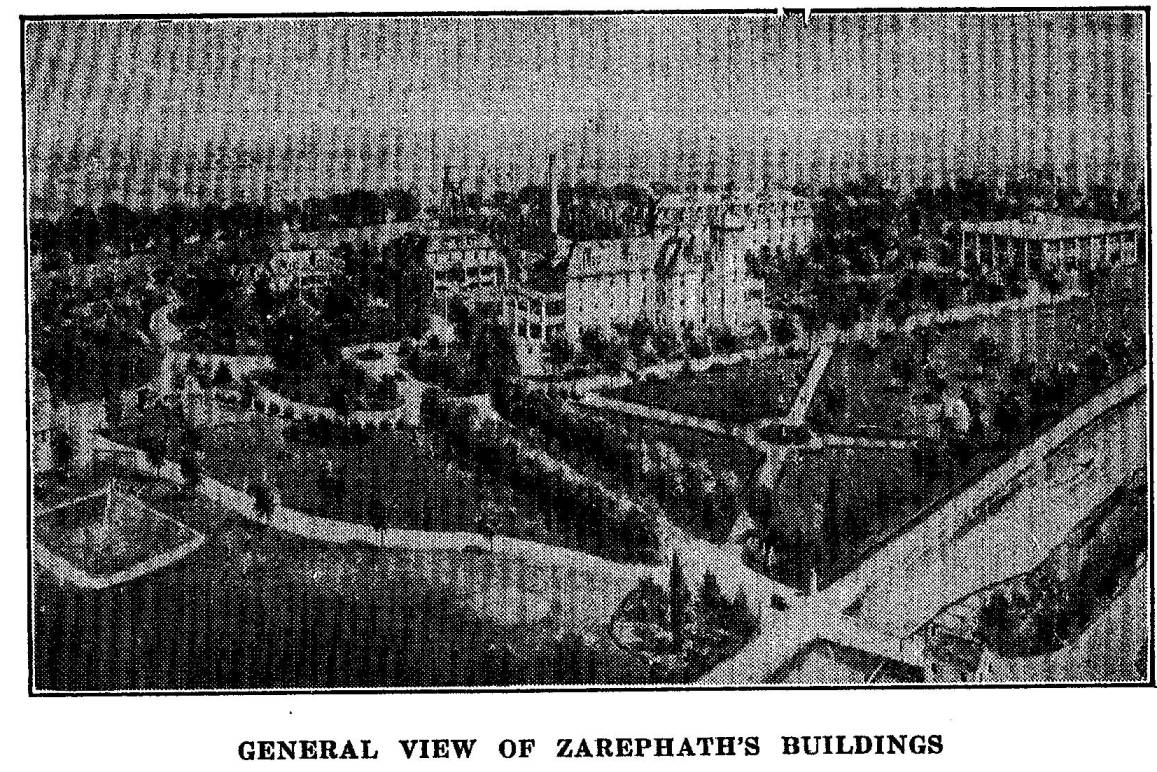
عکسی از یک کلیسا

بنیادگرایی مسیحی در اواخر قرن ۱۹ و اوایل قرن ۲۰ در میان پروتستان‌های بریتانیایی و آمریکایی به عنوان واکنشی به لیبرالیسم الهیاتی و نوگرایی فرهنگی شروع شد. بنیادگرایان استدلال می‌کردند که متکلمان مدرن قرن ۱۹ دکترین‌های به‌خصوصی از کتاب مقدس را که آنان از بنیادهای ایمان مسیحی می‌دانستند، نفی یا سوءتعبیر کرده‌اند. از سال ۱۹۳۰ بسیاری از کلیساهای بنیادگرا از سوی کلیساهای بنیادگرای مستقل آمریکا نمایندگی شده‌اند.